# V. O. Chidambaram Pillai
 (août 2018).
Si vous disposez d'ouvrages ou d'articles de référence ou si vous connaissez des sites web de qualité traitant du thème abordé ici, merci de compléter l'article en donnant les références utiles à sa vérifiabilité et en les liant à la section « Notes et références ».
V. O. Chidambaram Pillai (VOC), né le 5 septembre 1872 à Ottapidaram (District de Tinnevelly, Présidence de Madras) en Inde, est un avocat, écrivain et syndicaliste nationaliste indien et tamoul. Il étudie et écrit sur le peuple tamoul.

## Œuvre littéraire
VOC publie des vers en prose.
- Meyyaram, 1914, 125 chapitres
- Meyyarivu, 1915
- L'Anthologie, 1915
- L'Autobiographie, 1946 (deux parties, publiées en 1916 et 1930)

Annotations
- Notes explicatives sur Innilai de Rathinakavirayar, 1917
- Notes explicatives sur Thirukkkural, 1935
- Notes explicatives sur Sivagnanapotham, 1935

Traductions
VOC a traduit quatre livres de James Allen
- Manam bol Vazhvu (As a man thinketh), 1909
- Agamépuram (Out from the Heart), 1914
- Valimaikku Margam (From poverty to power), 1916
- Santhiku Margam (« The way to peace », deuxième partie de From poverty to power), 1934

## Cinéma
Le film tamoul Kappalottiya Tamilan (en) de B. R. Panthulu (en) est basé sur la vie de V. O. Chidambaram Pillai. Sivaji Ganesan y joue le rôle de VOC.$